# Henry Rinnan
Henry Oliver Rinnan (14. maj 1915 i Levanger – 1. februar 1947 i Trondheim) var en norsk agent i Rinnanbanden (Sonderabteilung Lola) under 2. verdenskrig, og var tilknyttet Sicherheitsdienst i Trondheim. Han byggede en organisation op, der til sidste talte mere end 60 medlemmer. Flere hundrede blev tortureret og over 80 mennesker dræbt som følge af Rinnanbandens virksomhed. Efter krigen blev Rinnan dømt som landsforræder for tortur og 13 drab. Desuden blev han stillet til ansvar for, at omkring 1.000 modstandsfolk blev arresteret og sendt i fængsel eller i koncentrationslejre under frygtelige vilkår.
Før krigen arbejdede Rinnan i en sportsforretning, som bilsælger og lastbilchauffør. Under besættelsen deltog han som chauffør for de væbnede styrker i Snåsa, og blev sammen med dem interneret af besættelsesmagten. Han lod sig hverve som tysk agent allerede i slutningen af juni samme år.
Ved retsopgøret i Norge blev han idømt dødsstraf ved skydning på Kristiansten fæstning i Trondheim klokken 04.05 den 1. februar 1947. Umiddelbart efter blev han kremeret, hvilket har givet anledning til spekulationer. Urnen med hans aske er sat ned i en umærket grav på hjembyen Levangers kirkegård i Trøndelag.
Rinnan er beskrevet som den værste norske kollaboratør under 2. verdenskrig. Hans søn Roar Rinnan, der skiftede navn til Roar Baglemo (1937-99) blev forfulgt for sin fars gerninger. Han voksede op hos sin bedstemor og flyttede senere til Sverige. Også den øvrige familie er blevet stærkt generet.